# Остапівська сільська рада (Лубенський район)
Остапівська сільська рада — колишній орган місцевого самоврядування у Лубенському районі Полтавської області з центром у c. Остапівка.

## Населені пункти
Сільраді були підпорядковані населені пункти:
- c. Остапівка
- c. Богодарівка
- c. Макарівщина
- c. Степурі

## Населення
Згідно з переписом УРСР 1989 року чисельність наявного населення села становила 918 осіб, з яких 383 чоловіки та 535 жінок.
За переписом населення України 2001 року в селі мешкали 783 особи.

### Мова
Розподіл населення за рідною мовою за даними перепису 2001 року:
| Мова       | Відсоток |
| ---------- | -------- |
| українська | 97,58 %  |
| російська  | 1,53 %   |
| білоруська | 0,38 %   |
| вірменська | 0,13 %   |
| молдовська | 0,13 %   |
| інші       | 0,25 %   |